# Pomocnictwo do samouwolnienia
Ten artykuł należy dopracować:

przedstawiono sytuację tylko z polskiej perspektywy – artykuł powinien być przekrojowy.
Pomóż go poprawić. 
Pomocnictwo do samouwolnienia (pot. pomoc w ucieczce z więzienia lub współudział w ucieczce z więzienia) – przestępstwo skierowane przeciwko wymiarowi sprawiedliwości, polegające na udzieleniu pomocy w samouwolnieniu osobie skazanej (albo ukaranej) przez sąd na karę pozbawienia wolności (karę aresztu lub aresztu wojskowego) albo osadzonej w miejscu zamknięcia na mocy prawnego nakazu wydanego przez inny organ państwowy lub jej uwolnieniu.

## Karalność według Kodeksu karnego
Za pomocnictwo do samouwolnienia Kodeks karny przewiduje karę do 3 lat pozbawienia wolności.